# Stanfold (Wisconsin)
Stanfold es un municipio del condado de Barron, Wisconsin, Estados Unidos. Tiene una población estimada, a mediados de 2023, de 709 habitantes.
Abarca una zona exclusivamente rural.

## Geografía
Está ubicado en las coordenadas 45°31′2″N 91°51′27″O / 45.51722, -91.85750. Según la Oficina del Censo, tiene una superficie total de 93.0 km², de los cuales 92.9 km² corresponden a tierra firme y 0.1 km² están cubiertos de agua.

## Demografía
Según el censo de 2020, en ese momento había 701 personas residiendo en la zona. La densidad de población era de 7.5 hab./km². El 89.87% de los habitantes eran blancos, el 0.43% eran afroamericanos, el 1.00% eran amerindios, el 0.71% eran asiáticos, el 4.85% eran de otras razas y el 3.14% eran de una mezcla de razas. Del total de la población, el 6.56% eran hispanos o latinos de cualquier raza.